# European Association of Zoos and Aquaria
De European Association of Zoos and Aquaria (EAZA) is een internationaal samenwerkingsverband tussen ruim 300 dierentuinen en aquaria uit Europa en het Nabije Oosten. De EAZA is lid van de World Association of Zoos and Aquariums (WAZA). Het lidmaatschap van EAZA is open voor all dierentuinen en aquaria in Europa die aan de EAZA standaarden voldoen. De leden, met inbegrip van de corporate leden en gelijkaardige organisaties, zijn verspreid over zowat alle Europese landen plus Israël, Kazachstan, Koeweit, de Verenigde Arabische Emiraten en de Verenigde Staten. Aan het eind van 2019 had de organisatie 302 volle leden (dierentuinen en aquaria) en 71 tijdelijke, partner- en kandidaat-leden. Acht daarvan zijn gevestigd in België en 13 in Nederland. Daarbij komen nog 43 corporate leden die de doelstellingen ondersteunen met geldelijke bijdragen.
Het doel van EAZA is om regionale samenwerking te bevorderen betreffende het plannen van de collectie en natuurbehoud. Dit gebeurt voornamelijk door het coördineren van fokprogramma's zoals European Endangered Species Programme (EEP) en het European Studbook (ESB). Verder organiseert het EAZA educatieve activiteiten en probeert het recentelijk ook biologisch onderzoek door de leden te stimuleren. Het kantoor is gevestigd in Artis, in de voormalige stal van de laatste quagga, die daar in 1883 stierf.

## Doelen en methoden[2]
- De EAZA streeft naar een hoge standaard van verzorging van de dieren bij haar leden, door het handhaven van accreditatie normen en de verspreiding van informatie betreffende ethiek, huisvesting, voeding, welzijn en veterinaire zorg. Ze voorziet ook een framework voor de opleiding tot dierenverzorger.
- De organisatie helpt haar leden om kennis over natuurbehoud te verspreiden en de inzet van het publiek daaromtrent te stimuleren.
- Ze houdt een studbook bij om genetisch gezonde populaties te behouden waardoor het vangen van dieren uit het wild nagenoeg overbodig wordt. De coördinator van het fokprogramma voor een bepaalde diersoort geeft daarover advies.
- De EAZA moedigt haar leden aan om deel te nemen aan projecten waarbij bedreigde diersoorten weer in het wild worden uitgezet.
- De organisatie zet haar leden aan om biologisch onderzoek uit te voeren, in het bijzonder wanneer zulk onderzoek moeilijk uit te voeren is in the wild.
- Ze verzet zich tegen wetgeving die ze als nadelig beschouwt voor dierentuinen en aquaria en hun fokprogramma’s.

In 2019 werden deze activiteiten gefinancierd uit een budget van € 2 miljoen, hoewel veel van het werk wordt verricht door de leden.

## Campagnes
De EAZA zet zich jaarlijks in voor een specifiek thema op het gebied van bedreigde diersoorten of bedreigde natuurgebieden.
- 2001: Bushmeat
- 2002: Regenwoud
- 2004: Tijger
- 2005: Schildpadden
- 2006: Neushoorns
- 2007: Madagaskar
- 2008: Amfibieën
- 2009 & 2010: Europese roofdieren
- 2011: Mensapen
- 2012 & 2013: Zuidoost-Azië
- 2014 & 2015: Pool tot Pool
- 2015-2017: Let it grow
- 2018: Silent forest - Asian songbird campaign

## Ontstaansgeschiedenis
De European Community Association of Zoos and Aquaria (ECAZA) werd opgericht in 1988 door 18 dierentuinen uit 8 landen. Destijds was het belangrijkste doel om de aankomende EU-wetgeving betreffende dierentuinen te beïnvloeden. Na de val van het IJzeren Gordijn was de weg open voor uitbreiding in heel Europa.
Tijdens de jaarlijkse conferentie in 1992 werd de naam EAZA aangenomen om deze nieuwe realiteit te weerspiegelen. Gedurende dezelfde bijeenkomst werd het European Endangered Species Programme (EEP) – dat tot dan toe onafhankelijk bestond van het ECAZA – opgenomen in het nieuwe EAZA. Sinds 1994 vindt de jaarlijkse EEP-conferentie plaats in de schoot van de jaarlijkse EAZA-bijeenkomst.